# Rödgölen (Simonstorps socken, Östergötland, 652232-152124)
Rödgölen är en sjö i Norrköpings kommun i Östergötland och ingår i Kilaåns huvudavrinningsområde.